# Legião Nacional da Geórgia
A Legião Nacional da Geórgia  é uma unidade militar de voluntários da Geórgia na Ucrânia. A unidade, criada em 2014 a partir de cidadãos da Geórgia, participa do conflito armado no leste da Ucrânia. Foi (segundo outras fontes não foi) no período de 2016 a 2018 como parte da 54ª brigada mecanizada hoteleira das Forças Armadas da Ucrânia.

## História

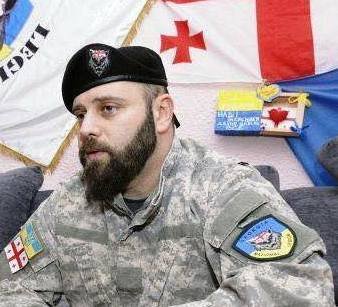
Mamuka Mamulashvili

A ideia de criar uma legião georgiana pertence a Mamuka Mamulashvili. Imediatamente após o início do conflito armado no Donbas, Mamuka reuniu um grupo de compatriotas que tinham experiência de combate nas hostilidades e vieram para a Ucrânia. Uma unidade de combate chamada "Legião Nacional da Geórgia" foi criada. A Legião Nacional da Geórgia realiza principalmente missões de reconhecimento e sabotagem no território da RPL e da RPD. Participou nas batalhas pelo aeroporto de Lugansk, bem como nas batalhas por Debaltseve. Em 10 de fevereiro de 2016, a Legião Nacional da Geórgia entrou na estrutura da 54ª Brigada Mecanizada Independente das Forças Armadas da Ucrânia.
Em 5 de janeiro de 2018, o Serviço de Imprensa da Legião da Geórgia anunciou um conflito com o novo comandante da 54ª Brigada, Maistrenko. O relatório dizia que em 16 de dezembro de 2017, a unidade supostamente teve perdas na forma de 11 pessoas feridas. Também foi relatado que os combatentes da unidade deixaram a 54ª Brigada, e as três pessoas que permaneceram na brigada foram instadas a não serem associadas à legião no futuro. O comandante da unidade Mamuka Mamulashvili escreveu que os combatentes da Legião deixaram a 54ª Brigada em 20 de dezembro. No dia seguinte, 6 de janeiro de 2018, o comando da 54ª Brigada afirmou que uma unidade separada chamada "Legião Nacional da Geórgia", como parte da 54ª Brigada Motorizada, nunca existiu.

## Simbolismo
Mamuka Mamulashvili e Alexander Grigorashvili co-desenharam a divisa. O emblema é um escudo dissecado horizontalmente em azul e amarelo com uma cabeça de lobo com um mapa da Geórgia na sua testa no centro. A cabeça do lobo simboliza os georgianos, o escudo em que se encontra é a bandeira ucraniana e o lobo tem um mapa completo da Geórgia na sua testa.